# Anthropomorpher Pfahlgott

Rekonstruktion eines eisenzeitlichen Bohlenwegs im Großen Torfmoor bei Hille nach den Funden im Wittemoor mit den prägnanten anthropomorphen Brettidolen

Anthropomorphe Pfahlgötter (anthropomorph = menschengestaltig; auch als Moorpfähle oder Pfahlgötzen, Idole bezeichnet) sind mehr oder minder grob figürlich bearbeitete Holzstämme, die vermutlich Gottheiten darstellten. Primär ist die zahlenmäßige Verbreitung nach dem archäologischen Befund im germanischen Kultur- beziehungsweise Siedlungsraum Nordwesteuropas verortbar, jedoch gleichfalls für den keltischen Bereich und für westslawische Kulturen bis zur innereurasischen Grenze des Urals. Der Fundniederschlag lässt sich seit der Mittelsteinzeit bis zum Frühmittelalter zeitlich nachweisen.
Darüber hinaus ist der Begriff ein Sammelbegriff, unter dem ebenfalls schlicht ausgeformte nicht menschengestaltige Kultpfähle geführt werden. Fundorte der Pfahlidole sind neben den Mooren, beziehungsweise Opfermooren, andere Opferplätze in prähistorischen, römerzeitlichen und völkerwanderungszeitlichen germanischen, keltischen und slawischen Siedlungsbereichen.
Im Museum für Ur- und Frühgeschichte Thüringens in Weimar sind mehrere Pfahlgötter aus dem Opfermoor Niederdorla, einem germanischen Moor- und Seeheiligtum, ausgestellt.

## Geographische Verbreitung
Funde anthrophomorpher Idole verteilen sich über den gesamten nordwest- bis osteuropäischen Raum und stellen ein pan-europäisches Phänomen über Kulturgrenzen hinweg dar.
Die in der Karte dargestellten, dokumentierten Fundorte können als lediglich eine kleine Teilmenge der wahren Anzahl an Pfahlidolen gelten. Es ist plausibel, dass im Boden der weitläufigen, ehemaligen Sumpflandschaften Europas (Ostseeanrainer, Deutschland, Niederlande, Russland etc.) noch zahlreiche Funde warten, sofern sie nicht beim Torfabbau (s. Bohlenwegzerstörung im Wittemoor) u. ä. zerstört wurden.

## Germanische Kulturen

### Fundplätze
Im mittleren und nördlichen Europa sind 18 Fundplätze von Holzidolen von der Bronze- bis zur Eisenzeit bekannt.
- Dänemark verzeichnet neun Orte, z. B. (Broddenbjerg-Idol, Bukkerup, Forlev Nymølle, Fundplatz Skødstrup, Svennum)
- Deutschland verzeichnet sieben Orte (Bad Doberan, Braak (Bosau), Johannisberg, Oberdorla, Possendorf, Westerwanna und Wittenmoor),
- Schweden verzeichnet drei Orte (Grimstad, Käringsjön (Halmstad) und Nordmyra).

### Kulturhistorische Hintergründe und Entwicklungen

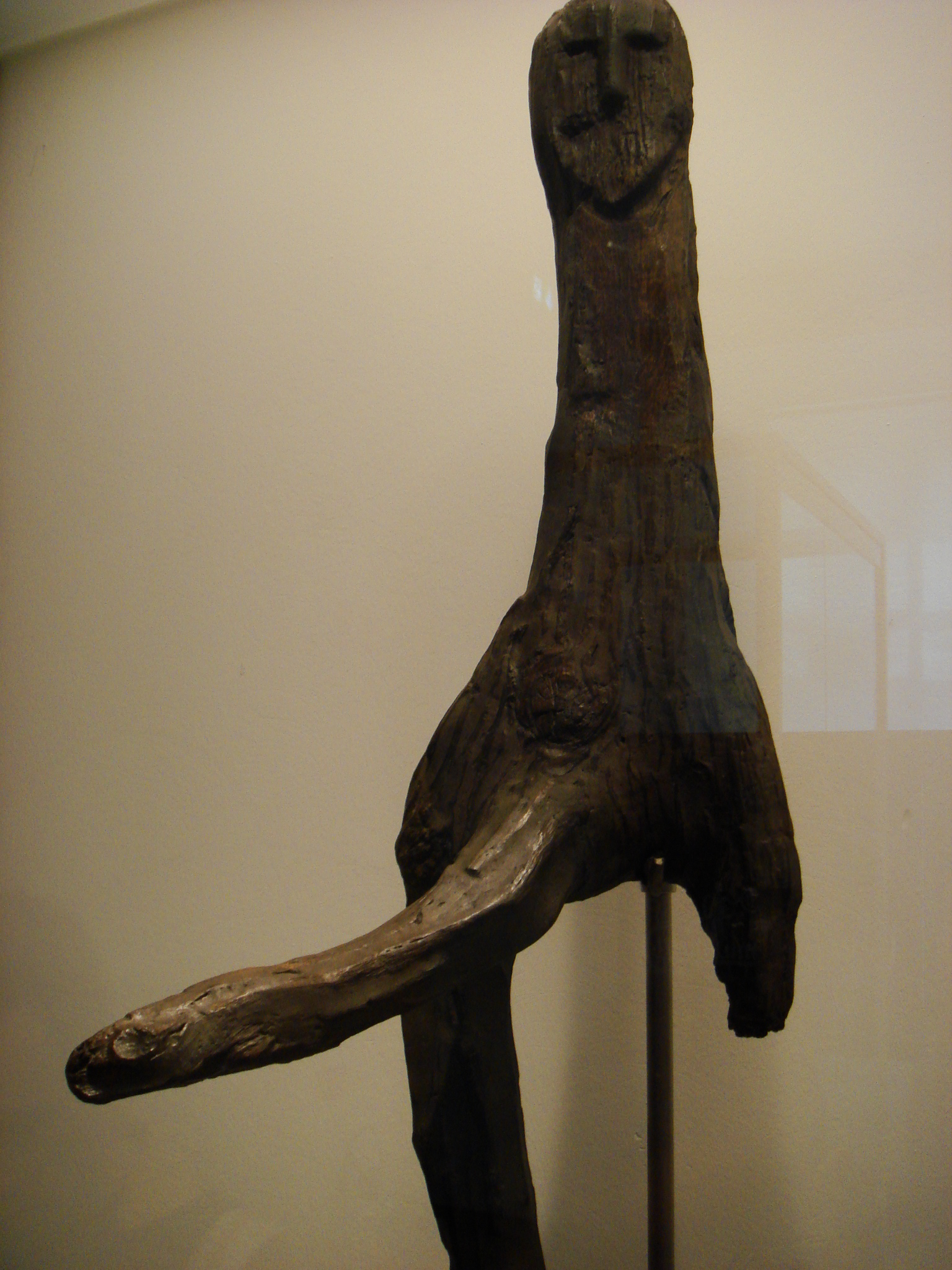
Holzidol aus dem Moor von Broddenbjerg, bei Viborg in Dänemark

Für die germanischen Kulturen ist der Brauch seit der Bronzezeit nachweisbar, als zeitlich frühestes ansetzbares Objekt gilt das sogenannte Götterpaar von Braak. Die heutigen Fundorte dieser Formen von Kultpfählen hängen mit der konservierend wirkenden Umgebung einzelner Moor- und Seeorte zusammen. Eine Deutung auf eine ursprüngliche Verbreitung beziehungsweise eine Beschränkung auf die Lokalitäten der Opfermoore und Seen lassen die heutigen Fundorte nicht zu. Obwohl die Germanen bis ins 1. Jahrtausend für Opferhandlungen bevorzugt feuchte Niederungsorte nutzten, in deren Kontext eben die Pfahlgötter eingebunden waren, zeigt der Fund eines Idols in Bad Doberan auf trockenem Grund vermutlich das tatsächliche Spektrum einer allgemeinen Verortung an. Auffällig ist die stark abstrahierende Gestaltung und Wirkung der Pfahlgötter im Gegensatz zu sonstigen kunsthandwerklich bearbeiteten Gegenständen aus den zeitlichen Kontexten.
Tacitus behauptete, die Germanen hätten weder menschengestaltige Götterbilder beziehungsweise Idole noch ein Bedürfnis nach diesen. In seiner Germania beschreibt er jedoch abweichend, dass beim Nerthuskult durchaus ein Idol, ein Götterbild Verwendung fand.

„Ceterum nec cohibere parietibus deos neque in ullam humani oris speciem adsimulare ex magnitudine caelestium arbitrantur: lucos ac nemora consecrant deorumque nominibus appellant secretum illud, quod sola reverentia vident.“

„Außerdem meinen sie, dass es der Größe der Himmel nicht würdig sei, die Götter in Wänden einzuschließen oder auch nur im entferntesten dem menschlichen Aussehen nachzubilden: Sie weihen die Lichtungen und heiligen Haine und sie rufen mit den Namen der Götter jenes Geheimnisvolle an, das sie in großer Verzückung betrachten.“

„est in insula Oceani castum nemus, dicatumque in eo vehiculum, veste contectum; attingere uni sacerdoti concessum. is adesse penetrali deam intellegit vectamque bubus feminis multa cum veneratione prosequitur. laeti tunc dies, festa loca, quaecumque adventu hospitioque dignatur. non bella ineunt, non arma sumunt; clausum omne ferrum; pax et quies tunc tantum nota, tunc tantum amata, donec idem sacerdos satiatam conversatione mortalium deam templo reddat. mox vehiculum et vestis et, si credere velis, numen ipsum secreto lacu abluitur.“

„Auf einer Insel des Ozeans ist ein heiliger Hain und darin ein geweihter, mit einem Tuch bedeckter Wagen. Berühren darf ihn allein der Priester. Dieser erkennt es, wenn die Göttin im Heiligtum ist und geleitet ihren mit Kühen bespannten Wagen in tiefer Ehrfurcht. Fröhlich sind dann die Tage, Feste an allen Orten, die die Göttin ihres Besuches und Aufenthaltes würdigt. Kein Krieg wird geführt, keine Waffen ergriffen, eingeschlossen ist jedes Schwert; aber Frieden und Ruhe kennt man nur, liebt man nur, bis derselbe Priester die Göttin, die des Verkehrs mit den Sterblichen satt geworden ist, ihrem Heiligtum zurückgibt. Hierauf werden Wagen und Tücher und, wenn man es glauben mag, die Gottheit selbst in einem einsamen See gewaschen. Den Dienst verrichten Sklaven, die auf der Stelle derselbe See verschlingt“

Unter dem Gesichtspunkt des römischen Verständnisses von Götterbildern mit menschlichem Antlitz aus der mediterranen Hochkultur heraus wurden solche germanischen Zeugnisse nicht wahrgenommen oder gar nicht als kategorisch identisch erachtet, wenn überhaupt solche von Römern gefunden, beziehungsweise dann darüber berichtet wurde.
Der germanische Begriff der Götterbezeichnung, Ase, von der gemeingermanischen Wurzel *ans, ansuz abgeleitet, hat die Bedeutung für Balken oder Pfosten. Eine namentliche Zuordenbarkeit der Pfahlgötter zu den später namentlich belegten Gottheiten ist jedoch nicht möglich und als rein spekulativ abzulehnen. Dass die Götter im Plural als Gruppe, die Asen, Ansen (gotisch), angesprochen werden als Sammlung der göttlichen Macht und Fähigkeiten, zeigt vermutlich die Herkunft von den namenlosen und wohl auch unpersönlich gedachten Pfahlgöttern an. Neben den anthropomorphen, menschengestaltigen Pfählen wurden auch grobe, einfache unbearbeitete Holzpfähle errichtet und verehrt. Solche Kultpfähle wurden nach einigen archäologisch fixierten Fundsituation in Steinhaufen errichtet, wie beispielsweise das phallische Idol aus dem Moor beim dänischen Broddenbjerg (Broddenbjerg-Idol). Zum Vergleich hatte ein altnordischer Begriff aus der Wikingerzeit für einen Opferplatz oder Heiligtum, hǫrgr, auch die Bedeutung von einem Steinhaufen.

„Váðir mínar gaf ec velli at tveim trémǫnnom; reccar þat þóttuz, er þeir rift hǫfðo, neiss er nøcqviðr halr.“

„Zwei Holzmännern auf der Heide draußen gab ich weg mein Gewand; Lebend schienen sie, als sie die Lumpen hatten; der Nackte gilt nichts.“

Ebenfalls zeigen spätere teilweise literarische Bezüge die Verehrung von menschengestaltigen und schlichten Kultpfählen an. Im eddischen Gedicht der Hávamál werden offensichtlich gemeinte Idole als altnordisch trémǫnnom, Holzmänner bezeichnet. Klerikale Missionsschriften, deren Quellwert nur bedingt als authentisch und eher als christlich-apologetisch zu sehen ist, berichten von Idolen, die aus Metall, Erz, Stein oder Holz gefertigt waren.
Zur Wikingerzeit berichtete der arabische Kaufmann Ibn Fadlān von einem Besuch bei schwedischen Wikingern in Rusland im frühen 10. Jahrhundert über deren Opferbräuche. Sobald sie in den Hafen mit ihren Schiffen einliefen, brächten die Wikinger Lebensmittel und Bier zu einem hohen Holzpfahl mit einem geschnitzten Männergesicht. Dieses Idol sei umringt von kleineren ebenfalls anthropomorphen Pfählen. Eine vergleichbare Situation findet sich in sakralen Fundorten wie den Opfermooren in Deutschland und Südskandinavien.
In diesem Kontext stehen ebenfalls prägnante Passagen in den nordischen Sagas, in welchen bestimmte Kultpfähle, sogenannte öndvegissúlur (Hochsitzsäulen), sowie menschengestaltige Pfähle, Idole, die namentlich Gottheiten darstellten oder gestiftet waren, wie besonders den Göttern Freyr und Thor. Bei diesen Textausschnitten tritt wie bei den kontinentalen Missionsberichten deutlich die christlich geprägte Perspektive der Autoren hervor, bedingt durch die zeitliche Differenz der Niederschrift aus dem 12.–14. Jahrhundert zur vergangenen heidnischen Epoche. Ein Bindeglied zwischen den archäologischen Funden von Idolen und Kultpfählen aus der römischen und nachrömischen Eisenzeit hin zu den literarischen Überzeichnungen aus der Wikingerzeit, beziehungsweise deren weiterentwickelten Ausformungen, mag der Fund eines Pfostenloches im Bereich des Kultbaus aus dem nordenglischen Yeavering sein. Im Bereich der kultischen Einhegung des zentralen Kultortes unweit des anglischen Königsitzes aus dem 6.–7. Jahrhundert wurde ein quadratisches Pfostenloch entdeckt, dessen Seitenlänge 56 cm bei einer ungefähren Tiefe von 1,3 m beträgt. Dies verdeutlicht, dass der vermutete Kultpfahl eine bedeutende Größe hatte.

### Formen und materielle Substanz

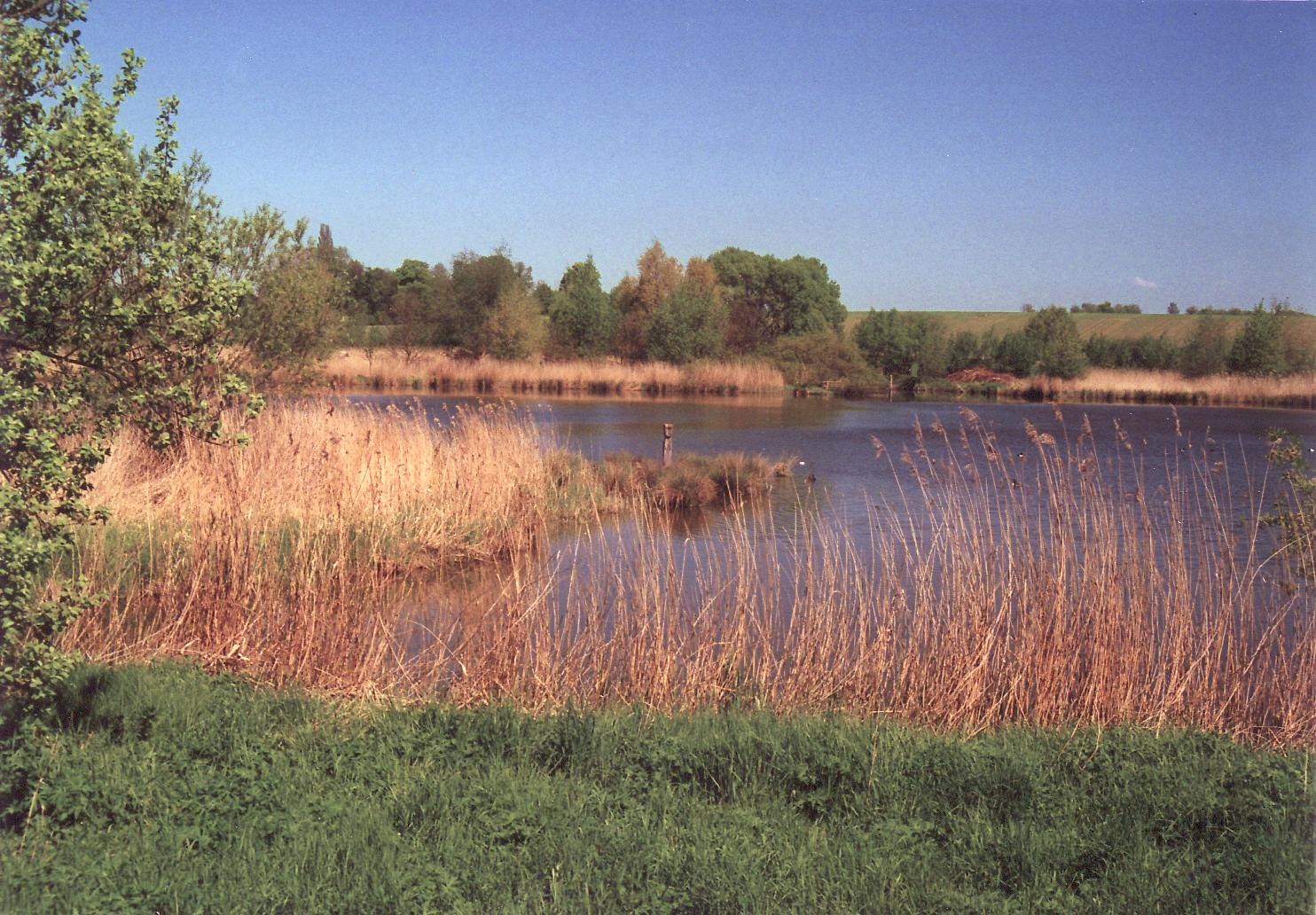
Opfermoor von Niederdorla, mit stilisiertem Idol

Typologisch lassen sich die anthropomorphen Pfahlgötter nach Günter Behm-Blancke in vier Gruppen ordnen:
- Idoltyp 1: Unterschiedlich geformter Stock oder Pfähle, die als Phallus gestaltet oder mit einem solchen ausgestattet wurden beziehungsweise ansteckbar waren (Oberdorla, Possendorf).
- Idoltyp 2: Aus einer Astgabel mit einer Axt grob als männlich oder weiblich (Idol von Rebild Skovhuse) gestaltet mit abgesetztem gerundetem oder zugespitzten Kopf und fehlenden oder angesetzten Armen. Mit Phallus versehene Astgabelidole finden sich mehrheitlich in Norddeutschland  (Braak) und Dänemark (Broddenbjerg bei Viborg, Ejsbøl, Forlev Nymølle), weibliche Formen besonders in Oberdorla. Größen von ungefähr einem bis fast drei Metern Länge.
- Idoltyp 3: Aus dicken Brettern herausgearbeitet, männliche Idole sind schlicht mit rechteckigem Korpus gestaltet, Kopf und Schultern durch Kerbschnitt grob zur Kenntlichmachung abgesetzt. Weibliche Idole deutlich detailreicher, betonte breite Hüften mit angedeuteter Vulva, stark wiedergegebene Schultern und Brüste. Bei beiden Geschlechtstypen sind die Köpfe gesichtslos gestaltet (Wittemoor, Oberdorla).
- Idoltyp 4: Kantholzartig mit abgesetztem Kopf und hermenartig gestaltet (Oberdorla).

Bevorzugt verwendet wurde eichenes Kernholz, vermutlich weil es sich an den meist feuchten Standorten am längsten hielt.
- Das Dagenham Idol (auch Götze von Dagenham genannt) wurde 1922 in einem Sumpf in Dagenham, einem Vorort von London nahe der Themse, gefunden. Die etwa von 2250 v. Chr. stammende Figur ist 48,5 cm hoch und besteht aus Kiefernholz.

### Interpretationen

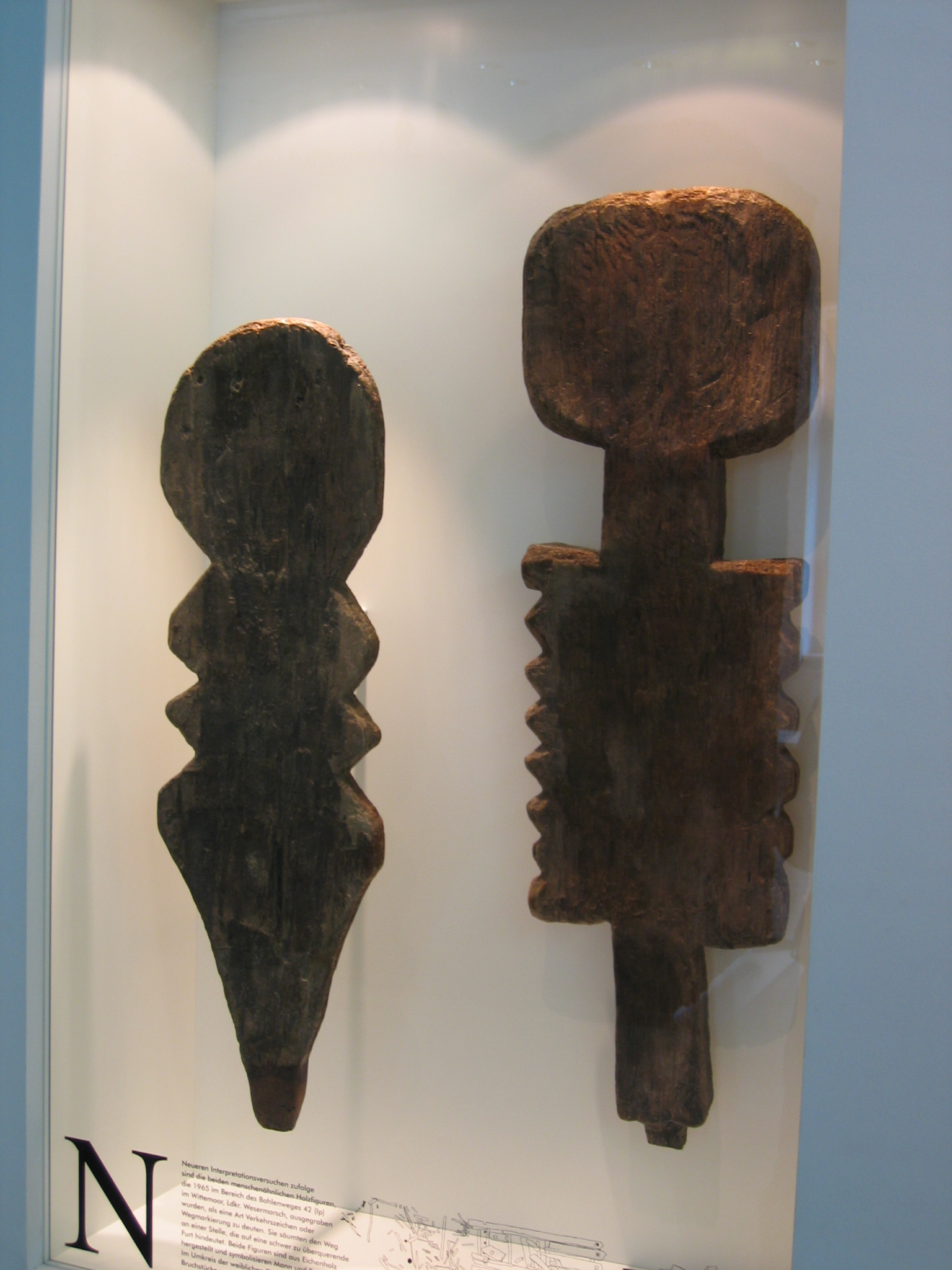
Idole aus dem Wittemoor bei dem niedersächsischen Oldenburg, beiderseits eines Bohlenweges gefunden

Zur religionsgeschichtlichen und phänomenologischen Deutung sind zwei grundsätzliche wissenschaftliche Annahmen relevant, abseits einer rein sakralen Deutung wird das Spektrum in den profanen Bereich erweitert. Beachtenswert ist, dass bisherige Deutungen in einem tradierten forschungsgeschichtlichen Kontext stehen beziehungsweise standen. Grundsätzlich ist es möglich anzunehmen, dass die Pfahlgötter als eine Vorstufe der später namentlich genannten und vergeistigten Götter zu sehen sind. Dem steht jedoch gegenüber, dass solche Idole zum Teil bis in die Zeit der Völkerwanderung und der spätheidnischen Wikingerzeit verehrt wurden und nicht jeder Fruchtbarkeitskult oder Ritus einer namentlich bestimmten Gottheit gewidmet wurde, oder dies dezidiert belegbar ist.
Zum einen wird ein Fruchtbarkeitkultus durch die Darstellung der Figuren als männlich und weiblich durch die zum Teil deutlich herausgearbeiteten primären wie sekundären Geschlechtsmerkmale angenommen sowie besonders durch die Funde von Resten aus Opferhandlungen. Tonscherben und Tier-, seltener Menschenknochen, deuten auf eine schlichte agrarische, bäuerliche Opfergemeinschaft hin.
Zum anderen ist die Verehrung von diversen kultischen Pfählen nicht nur germanisches, sondern weiterreichend indogermanisches Gemeingut. Die Verehrung einer Weltachse/Weltensäule oder Weltenbaum wird hierbei als ursächliches Motiv basierend auf einem älteren Baumkult gedeutet, der zudem in außerindogermanischen Kulturen ebenfalls ein bedeutendes kultisch-religiöses Element ist. Die Irminsul bei den Sachsen zur karolingischen Zeit oder die Weltesche Yggdrasil aus den mittelalterlichen altisländischen Eddadichtungen als spätestes Zeugnis sind im germanischen Kontext die bekanntesten Ausformungen.
Heiko Steuer merkt an, dass bei den Brettidolen des Wittemoors, und folglich auch bei anderen desselben Typs, nicht grundsätzlich von einem sakralen Hintergrund zur Errichtung auszugehen ist, sondern dass hierbei durchaus andere Motive, im profanen Lebensumfeld angesiedelt, ursächlich ausschlaggebend waren. Neben der Funktion als allgemeine Heilszeichen, und im Speziellen als schutzgebende oder schadenabwehrende Zeichen (Apotropäische Handlung), besteht die einfache Funktion einer ornamentalen Ausschmückung. Zusammenfassend ist nach Bernhard Maier feststellbar, dass sich eine exakte Funktion der anthropomorphen Pfahlgötter und Idole innerhalb der germanischen Religion letztlich nicht exakt ermitteln lässt. Dies aus zwei wesentlichen Gründen: Erstens seien zwar einige Exponate aus unterschiedlichen Zeiten gefunden worden, seien aber doch wohl als Ausnahmefunde zu werten und daher seien über die Verbreitung nur Annahmen möglich. Als zweiter Grund wird angeführt, dass die religiösen Vorstellungen in schriftlicher Form kaum überliefert sind und in dieser Form kaum belastbaren Quellenwert haben.

## Keltische Kulturen

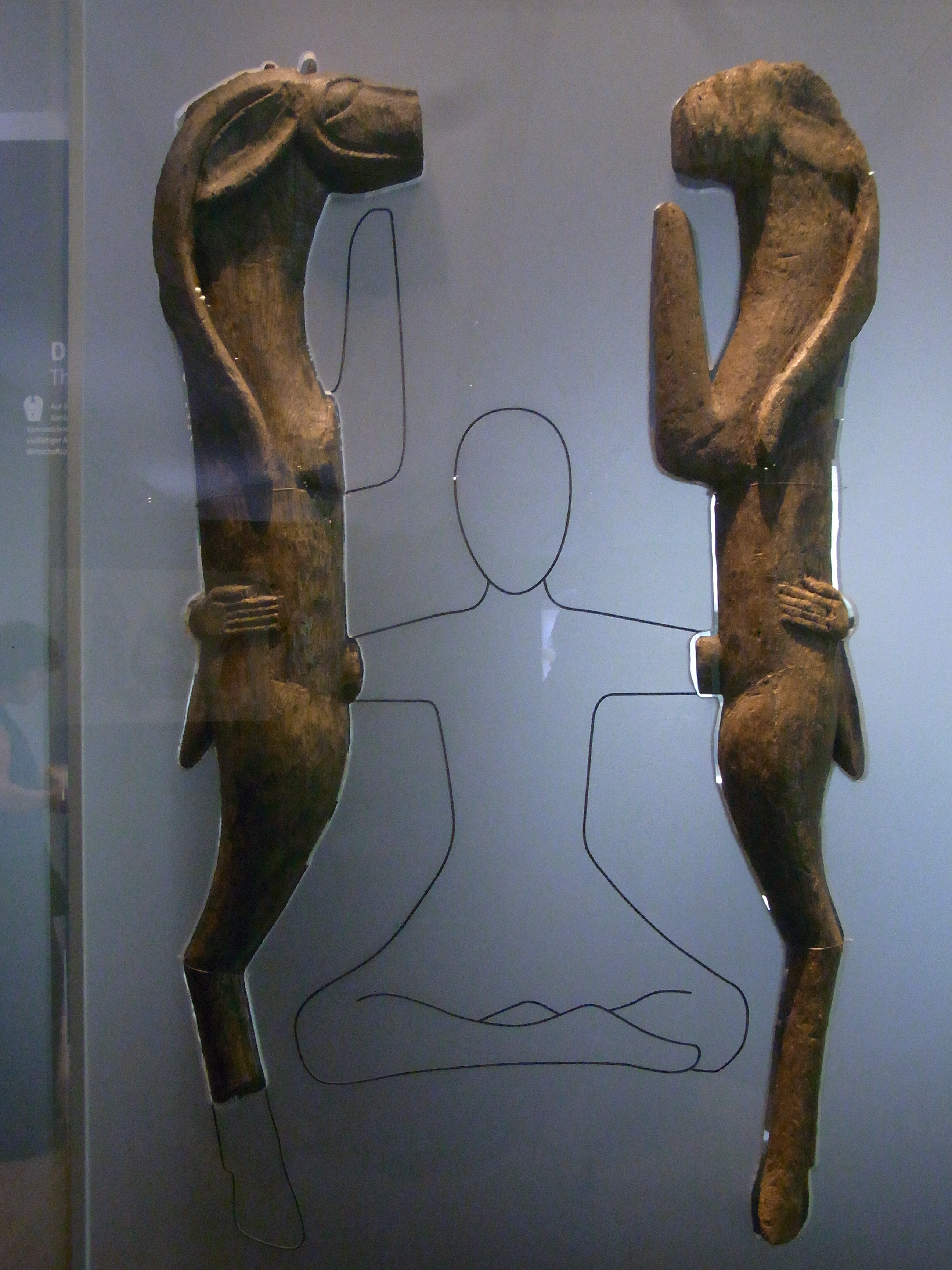
Figuren der Ziegenböcke aus dem Brunnenschacht von Fellbach-Schmiden

Im keltischen Siedlungsbereich sind verhältnismäßig wenige Holzidole aufgefunden worden. Durch die Überschneidung mit dem germanischen Kulturkreis, besonders im Kulturverband des Nordseeraumes, sind manchmal exakte Zuweisungen nicht möglich.
In einem Brunnenschacht der Viereckschanze bei Fellbach-Schmiden wurde das Bruchstück einer anthropomorphen Figur aus Eichenholz entdeckt, die eine Person zeigen, deren Hände die Lenden zweier Ziegenböcke umfassen. Die Böcke flankieren die offenbar sitzende Menschenfigur.
Bei Marcus Annaeus Lucanus ist ein Bericht zu finden, der einen Kulthain in der Nähe von Massilia (Marseille) beschreibt, in dem sich grob behauene hölzerne Idole befinden sollen, die mit dem Blut von Menschenopfern beschmiert wären. Trotz des Zweifels an diesem Bericht sind solche Idole auch archäologisch belegt, manchmal in Form von steinernen Repliken.
Bei Euffigneix (Département Haute-Marne) wurde eine derartige Replik eines Xoanons (Holzstele) entdeckt, bei der der Bildhauer die Astlöcher als seitliche „Augen“ nachgebildet hat. Im Kultviereck von Libenice bei Kolín wurden zwei Ahornpfähle mit Bronzetorques gefunden, die in die römische Kaiserzeit datiert werden. Im Genfer Hafenbecken fand man eine 3 m hohe Eichenholzskulptur eines „Schutzgottes“, der einen Kapuzenmantel (cucullus) trägt. Einige primitiv bearbeiteten Holzstelen wurden an Kultorten von Quellgöttinnen entdeckt, so für die sogenannte „Sirona von Pforzheim“. Eine latènezeitliche Eichenholzstatue wurde im Mündungsbereich der Rhone in den Genfersee bei Villeneuve in der Schweiz entdeckt. Anhand von drei in einem Spalt der Figur steckenden keltischen Silbermünzen aus dem 2. Jahrhundert v. Chr. konnte die Statue datiert werden. Vermutet wird eine keltische Gottheit (spätes 2. bis Mitte 1. Jahrhundert v. Chr.), die offenbar in einem Zusammenhang mit der Rhone oder dem Genfersee steht. Die Statue ist 1,25 m hoch und mit einer Tunika bekleidet.
In Irland fand man ein hölzernes Kultbild bei Ralaghan (County Cavan), das ursprünglich in die Eisenzeit, nach neueren Forschungen aber in die späte Bronzezeit datiert wurde. Bei Bodenarbeiten wurde 1880 in der Nähe von Ballachulish in Schottland eine fast lebensgroße weibliche Figur gefunden. Die Figur war aus einem Eichenstamm geschnitzt, mit deutlicher Ausprägung des Schambereichs, besonderes Merkmal sind Quarzitsteine, die als Augen eingesetzt wurden. Die weiteren Untersuchungen ergaben, dass man die Figur in einer rituellen Beisetzung deponierte. Die Figur war zusammen mit anderen Fundstücken innerhalb einer Einhegung aus Rutenpflechtwerk deponiert worden, analog zu Fundsituationen auf dem Kontinent. Die Datierung nach der Radiokarbonmethode ergab einen Deponierungszeitraum der Figur von 700 bis 500 v. Chr. Ein weiterer Beleg für anthropomorphe Idole im Keltikum ist der Fund einer vermutlich männlichen, hölzernen 58 cm hohen Figur beim zentralfranzösischen Ort Montbouy, westlich von Orléans im Département Loiret. Die Figur gilt als eine Weihestatue, da sie in einem Brunnen eines kaiserzeitlichen Tempelbezirks gefunden wurde.

## Slawische Kulturen

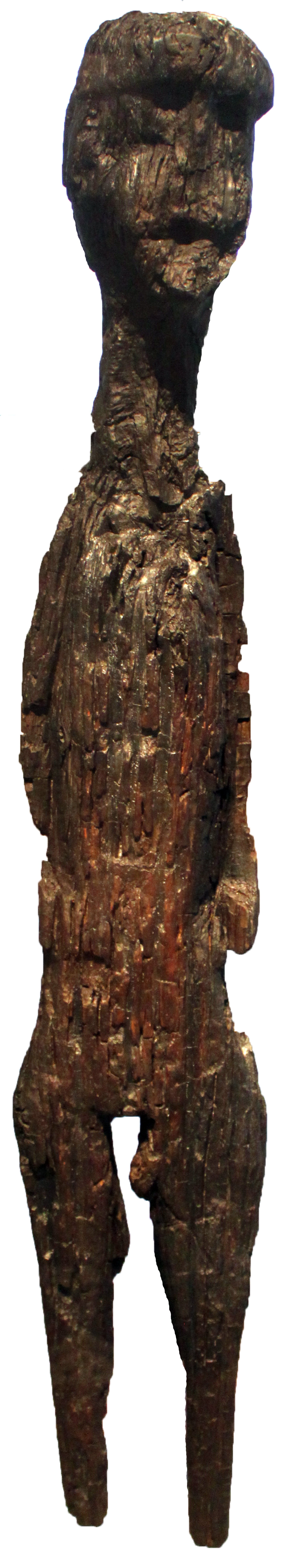
Plastik eines slawischen Pfahlgottes aus Altfriesack, Brandenburg, Neues Museum Berlin

Anthropomorph gestaltete Holzbohlen der Westslawen in den Siedlungszonen des Elberaums wie beispielsweise die Funde von Groß Raden (Tempel), Ralswiek (Tempel), Altfriesack, und Neubrandenburg stellen möglicherweise Gottheiten dar die vergleichbar mit Funden aus der Germania (Wittemoor) apotropäische Funktionen hatten. Archäologisch eindeutige Formen treten erst seit dem 10. Jahrhundert auf.

„Inmitten der Burg ist ein ebener Platz, auf dem sich ein aus Holz erbauter Tempel erhob, von feiner Arbeit, ehrwürdig nicht nur durch die Pracht der Ausstattung, sondern auch durch die Weihe des in ihm aufgestellten Götzenbildes. Der äußere Umgang des Tempels erstrahlte durch seine sorgfältig gearbeiteten Skulpturen; er war mit rohen und unbeholfenen Bildwerken verschiedener
Art geschmückt. Für den Eintretenden war ein einziger Eingang offen. Das Heiligtum selbst war von zwei Einhegungen umschlossen. Die äußere, aus Wänden zusammengefügt, war mit einem purpurnen Dach bedeckt; die innere, auf vier Pfosten gestützt, erglänzte statt der Wände durch Vorhänge; dieser Teil hatte außer dem Dach und dem wenigen Tafelwerk mit dem äußeren nichts gemein“

Diese – verglichen mit germanischen und keltischen Kulturen –, spät ausgebildeten Formen deuten auf einen diesbezüglichen Einfluss auf die slawischen, insbesondere die westslawischen Kulturen hin. In Bezug der formalen Gestaltung der anthropomorphen Idole unterscheidet Sebastian Brather zwischen den Brettidolen und denen aus einem Pfahl gearbeiteten Formen. In ersteren sieht er eher als Votivbilder gedacht vorliegen, als beispielsweise die eigentlichen, sich im Tempelgebäude befindlichen Götterfiguren, wie sie durch Saxo und andere (Thietmar von Merseburg) beschrieben wurden. Eine Identifikation einzelner Idole mit individuellen Gottheiten ist nicht möglich, oder wenn, dann sehr spekulativ. Wie für Kelten und Germanen bestand keine einheitliche, normierte Religion der Slawen, sondern ist gleichfalls von dezentralisierten und lokal organisierten Kultzentren und Formen auszugehen, innerhalb derer die Anthropomorphen Holzidole einbezogen wurden.
Nach Leszek Słupecki ist der Fund von der Fischerinsel bei Neubrandenburg eines der bezeichnendsten Beispiele slawischer Idole. Die doppelköpfige, männliche Büste ist auf einem behauenen Eichenpfahl gesetzt und hat eine Höhe von 178 cm. Die Herstellungs-/ Aufstellungszeit wird von Sebastian Brather auf das 11. bis 12. Jahrhundert taxiert. Der Fund ist der bisher einzige Beleg mehrköpfiger Idole – und allgemein von mehrköpfigen Skulpturen – im Bereich der slawischen Kulturen. Gleichwohl betont Słupecki, dass die Fundortsituation der Fischerinsel kein gesondert ersichtliches Heiligtum, beziehungsweise einen Tempel zeigt, wie beispielsweise die Fundsituation der Brettidole des Tempelbezirks von Groß Raden. Die Männlichkeit der Figur wird betont dargestellt durch die Ausformung des Barts und die Augen- und Nasenpartien sind gleichfalls hervorgehoben.